# Гомбоев, Галсан
Галсан Гомбо́ев (1822, Забайкальская область — 11 [23] июня 1863, Лахта) — российский учёный, востоковед (монголист), этнограф, собиратель фольклора.

## Биография
По происхождению бурят, родился в Забайкальской области в Селенгинской степи предположительно в 1822 году (в современной литературе указывается 1818 год). Отец — старейшина 5-й сотни казачьего Атаганова полка. С 1829 года учился в дацане у буддийских монахов, в 1834 году получил религиозный сан гецул-лама. В 1834 году назначен писарем Хамбо-ламы. В дацане изучал тибетский и монгольский языки, основы тибетской медицины.
В 1841 году отправлен в I Казанскую гимназию вместо Галсана Никитуева. 5 июня 1842 года утвержден комплектным надзирателем при воспитанниках I Казанской гимназии.
Гомбоев быстро выучился русскому языку и с 1842 года по приглашению университета служил в качестве преподавателя (носителя) монгольского языка на Кафедре монгольского языка Восточного факультета Казанского университета под началом О. М. Ковалевского.
31 октября 1844 года награждён Золотой медалью на Анненской ленте, за добросовестную работу и усердие в Казанской гимназии.
В 1847 году совершает путешествие по Калмыкии.
В 1850 году приглашен в Казанскую духовную академию для занятий со студентами по разговорному монгольскому языку.
В 1850—1851 годах вместе с заведующим противобуддийским отделением Казанской духовной академии Бобровниковым А. А. собирал материалы для монголо-калмыцкой хрестоматии.
В 1854 или 1856 году вместе с Восточным факультетом переехал в Санкт-Петербург.
Своими трудами по монгольской литературе Гомбоев снискал уважение у ориенталистов. Труды его печатались в изданиях Императорского Археологического общества, членом которого он был. Так, в 1857 году в «Записках» этого общества (том XIII) напечатаны были «Примечания о древних монгольских обычаях и суевериях, описанных у Плано-Карпини»; труд был переведён на немецкий: «Aus den Melanges Asiatiques», том II, 18 июня 1856 года.
Важной работой Галсана Гомбоева был перевод монгольской летописи «Алтан-Тобчи» (опубликован в 1858 году) с его примечаниями («Записки», том XIV, и «Труды» Восточного отделения, часть IV). Эти рукописные монгольские летописи, известные ещё Я. И. Шмидту, были привезены членами Российской духовной миссии из Пекина.
В «Трудах Восточного отделения Археологического общества» был также помещён перевод Гомбоева «Далуну-Чуга — древнее монгольское гадание по кости-лопатке, изложенное Манджуширием».
Несколько статей Гомбоева напечатано в «Известиях» того же общества. В 1858 году в «Общезанимательном вестнике», № 1 появился перевод Гомбоева монгольской повести «Арджи-Бурджи» (не имеется полного текста). Галсан Гомбоев переводил также с калмыцкого, среди переводов повесть «Шиддиту-кур», а также биография знаменитого джунгарского ламы, жившего в начале XVII века, «Зая-Пандита». За этот труд Гомбоев был принят в число членов-сотрудников Императорского Археологического общества.
С 1859 года Гомбоев работал лектором Петербургского университета, был избран членом-корреспондентом восточного отделения Императорского археологического общества.
Ещё один его интересный труд: «Sechzig buriatische Rätzel. Aus den Melanges russes», том III, 3 сентября 1856 года, помещённый в «Melanges Asiatiques» Императорской Академии Наук за 1856 год.
Другие труды:
- «Объяснение Семипалатинских древностей»
- «Сказания бурят, записанные разными собирателями», 56 сказаний.
- «Buddhism in Tibet, illustrated by literary documents and objects of worship», статья о обрядах новейшего буддизма.
- «Сидди-Кур» — собрание монгольских сказок (издано посмертно).

Гомбоев занимался также переводом различных просветительских текстов на монгольский и калмыцкий языки.
Умер 11 (23) июня 1863 года в деревне Лахте (близ Петербурга) и погребён на кладбище финского прихода Св. Марии.

## Факты
- Галсан Гомбоев, вместе с Доржи Банзаровым, является первым бурятским учёным в европейской науке, с разницей в том, что вместо систематического европейского высшего образования имел буддийское и считался «учёным бурятом», из-за чего Доржи Банзаров часто именуется «первым бурятским учёным» в смысле ученого европейской образованности.
- Возможно, именно Галсан Гомбоев своим личным примером непротивления в Казани около 1847 года обратил внимание юного Льва Толстого на востоковедение, буддизм и непротивление злу насилием. Толстой рассказывал о встрече с «бурятским ламой» в госпитале Казанского университета П. И. Бирюкову.